# Discobola striata chathamica
Discobola striata chathamica is een ondersoort van de tweevleugelige Discobola striata uit de familie steltmuggen (Limoniidae). De soort komt voor in het Australaziatisch gebied.